# Rope
Rope (La soga en México y España; Festín diabólico en Argentina) es una película estadounidense de thriller psicológico y crimen de 1948 dirigida por Alfred Hitchcock y basada en la obra teatral homónima de 1929 de Patrick Hamilton. Protagonizada por James Stewart, John Dall, Farley Granger y Joan Chandler, la historia fue adaptada para la película por Hume Cronyn y el guion fue escrito por Arthur Laurents.
La trama se centra en los estudiantes Brandon (Dall) y Philip (Granger), quienes, alentados por las ideas de su profesor de filosofía (Stewart), asesinan a un antiguo compañero y celebran una fiesta con el cadáver aún oculto en su apartamento; todo con el único propósito de probar que son intelectualmente superiores y capaces de cometer el "crimen perfecto". Tanto la película como la obra de teatro original guardan importantes similitudes con el mediático caso real del asesinato de Bobby Franks a manos de los estudiantes Nathan Leopold y Richard Loeb, cometido en Chicago en 1924.
Producida por Hitchcock y Sidney Bernstein, es la primera película de Transatlantic Pictures, la productora que ambos acababan de crear. Además, es la segunda película de Hitchcock rodada en un espacio reducido—como Lifeboat (1944) o la posterior La ventana indiscreta (1954)—y su primera película en Technicolor.Hitchcock empleó el color para mostrar los cambios de luz del atardecer y acentuar que la película narra una acción continua que dura aproximadamente una hora y media y transcurre en "tiempo real", es decir, sin lapsos de tiempo. Empleando una técnica sin precedentes para la época, Hitchcock editó la película para que pareciera haber sido rodada únicamente en cinco tomas continuas (sin contar la secuencia inicial).Para ello, el rodaje se realizó en planos secuencia ininterrumpidos de hasta diez minutos (duración máxima de un rollo de película de la época), que requirieron diez días de ensayos de actores y equipo técnico para poder llevarse a cabo. Se utilizaron trucos para esconder los cortes entre planos.

## Argumento
La película inicia con un plano fijo de la calle desde una ventana. Tras los títulos de crédito, la cámara gira para mostrar la ventana del apartamento de dos brillantes estudiantes universitarios, Brandon Shaw y Philip Morgan, en el que ambos acaban de estrangular a su antiguo compañero de instituto, David Kentley. Comenten el asesinato a modo de ejercicio intelectual, alentados por las teorías de su profesor de filosofía, Rupert Cadell, quien, basándose en el concepto de superhombre de Nietzsche, opina que el asesinato es un privilegio accesible solo a algunas personas intelectualmente superiores. Los chicos esconden el cadáver en un arcón y, por iniciativa de Brandon (el más resuelto y decidido de los dos), deciden utilizarlo como mesa de comedor para la fiesta que van a dar en su casa.
Poco después de haber cometido el asesinato, los invitados empiezan a llegar al apartamento: el señor Kentley, padre del chico asesinado; la señora Atwater, tía de David, que acude en sustitución de la señora Kentley, que esta enferma en casa; la novia de David, Janet; el antiguo mejor amigo de David y exnovio de Janet, Kenneth; y el profesor Rupert Cadell. También está presente la Sra. Wilson, asistente de los dos muchachos. El propio David Kentley, la víctima, también está invitado.
Inicialmente, la fiesta parece transcurrir con normalidad y varios invitados se acercan y comen sobre el arcón sin sospechar nada. En cierto momento, la conversación se centra en las teorías acerca del asesinato que sostiene el profesor Cadell y que Brandon y Philip defienden. El señor Kentley, padre de David, expresa que estas teorías le desagradan, pues no le gusta la idea de que alguien decida asesinar por el mero hecho de sentirse intelectualmente superior a otra persona. A la pregunta de si está de acuerdo con la teoría del superhombre de Nietzsche, Brandon responde que sí y el señor Kentley le replica que Hitler también lo estaba. Poco después, se zanja la discusión y Brandon se disculpa. El profesor Cadell le dice que cree que lleva sus ideas demasiado lejos.

La preocupación por la ausencia de David empieza a crecer entre los invitados, sobre todo entre su padre, su novia y su madre, que se encuentra especialmente preocupada en casa. Además, a medida que avanza la noche, el inteligente profesor Cadell empieza a sospechar que algo sucede al percibir el extraño comportamiento de Brandon, que se muestra excesivamente temerario y Philip, que se recluye sentado al piano y empieza a beber más de la cuenta. Al no recibir noticias de David, su padre decide abandonar la fiesta e ir a casa a hablar con su mujer. Al señor Kentley se le unen la novia de David, la señora Atwater y Kenneth. Finalmente, el profesor Cadell también se despide de los chicos y abandona el apartamento.

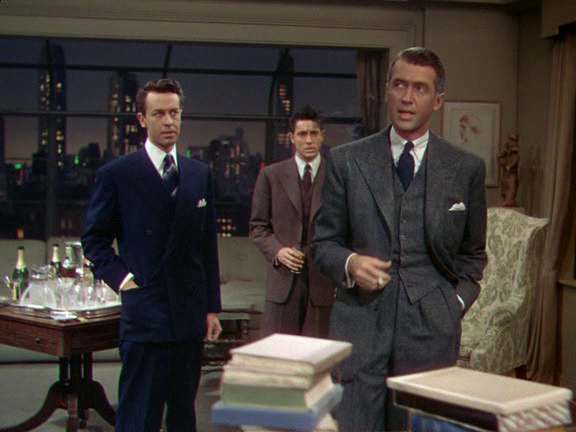
Fotograma del tráiler de la película. De izquierda a derecha: John Dall, Farley Granger y James Stewart.

Cuando Brandon y Philip ya creen que su plan ha tenido éxito, el profesor Cadell regresa al apartamento con la excusa de recuperar su cigarrera y tomar una última copa. Tras una conversación entre Brandon y el profesor en la que hablan del hipotético método de asesinato que podría haberse empleado para matar a David, el profesor Cadell finalmente abre el arcón y descubre con horror que los muchachos realmente han matado a su amigo. Brandon le explica que cometieron el asesinato basándose en sus teorías, ya que ellos son seres innatamente superiores y David, una persona insignificante, y que el profesor debía ser capaz de entenderlo mejor que nadie. Este se muestra horrorizado al comprobar que sus ideas han impulsado este crimen, reniega de los conceptos que había defendido anteriormente y les dice a los muchachos que no les permitirá usarlos para justificar un asesinato. Tomando el revólver de Brandon, el profesor dispara tres veces al aire desde la ventana para alertar a la policía. La película concluye con Brandon sirviéndose otra copa, Philip al piano y el propio profesor Cadell sentado en un sofá, esperando en el apartamento mientras las sirenas de policía suenan cada vez más cerca.

## Reparto

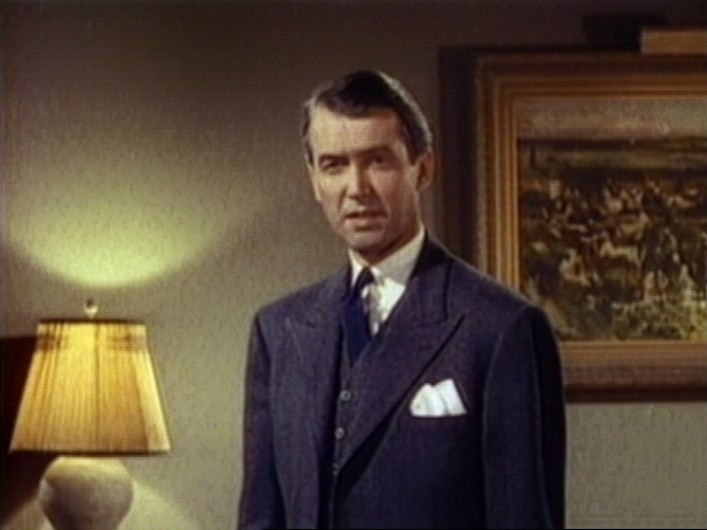
James Stewart como Rupert Cadell
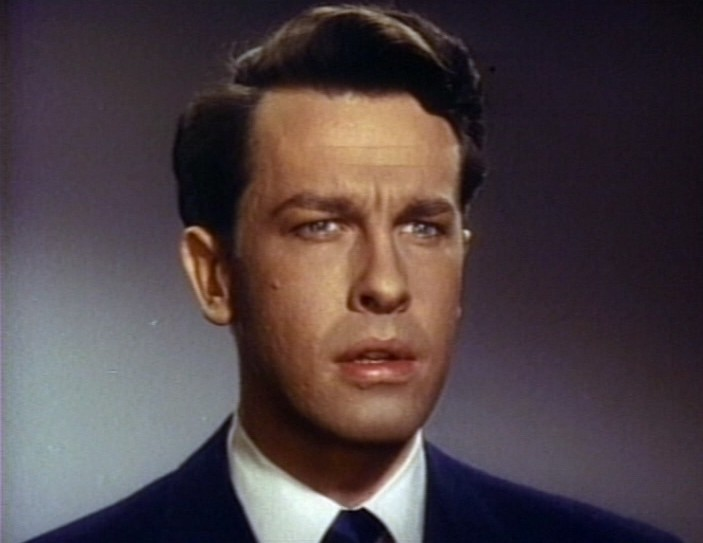
John Dall como Brandon Shaw
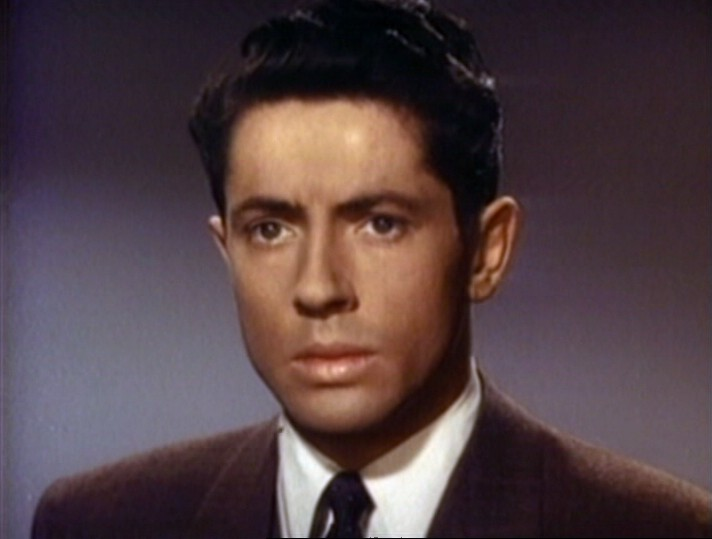
Farley Granger como Phillip Morgan
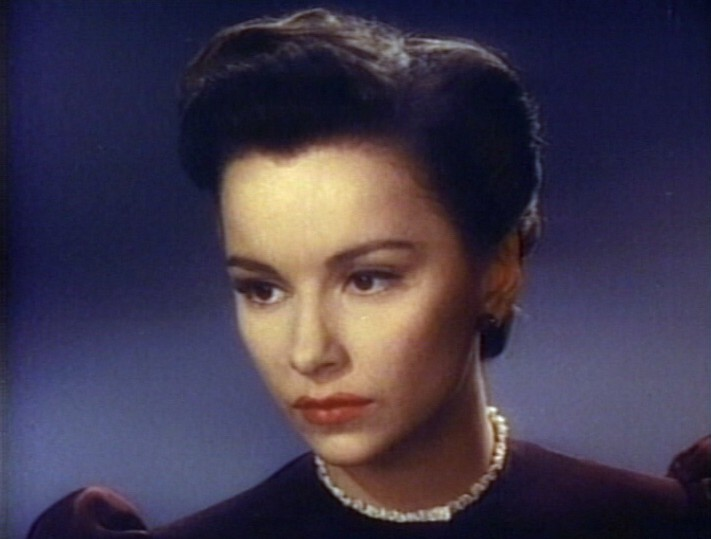
Joan Chandler como Janet Walker
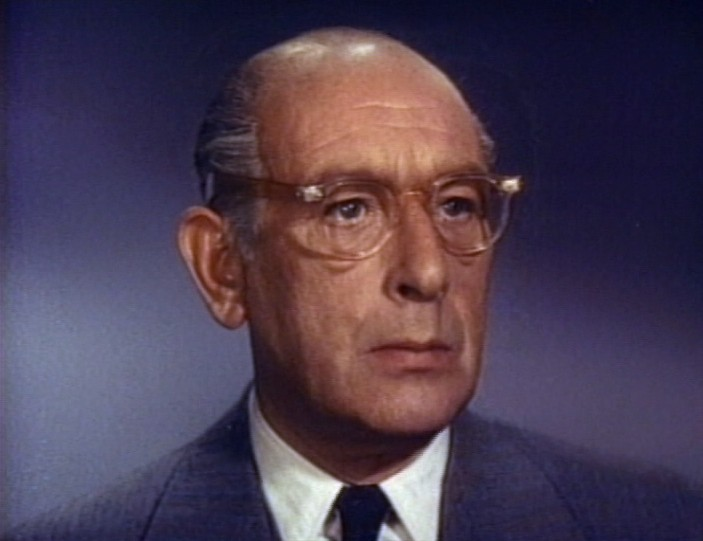
Cedric Hardwicke como Mr. Henry Kentley

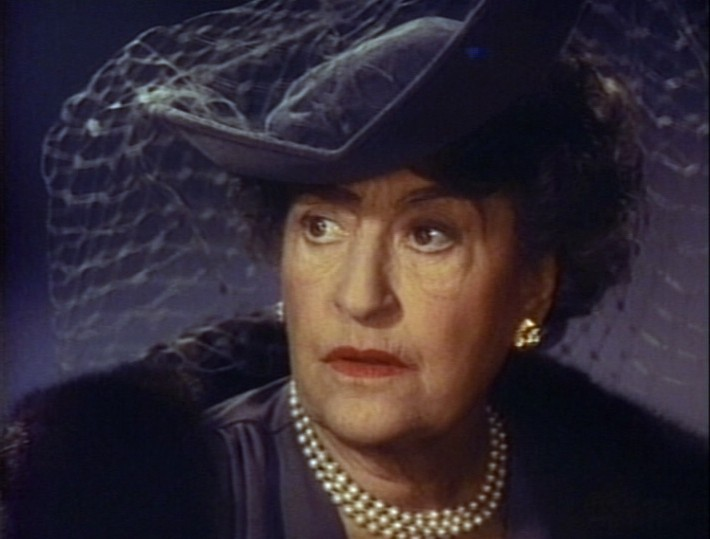
Constance Collier como Mrs. Anita Atwater
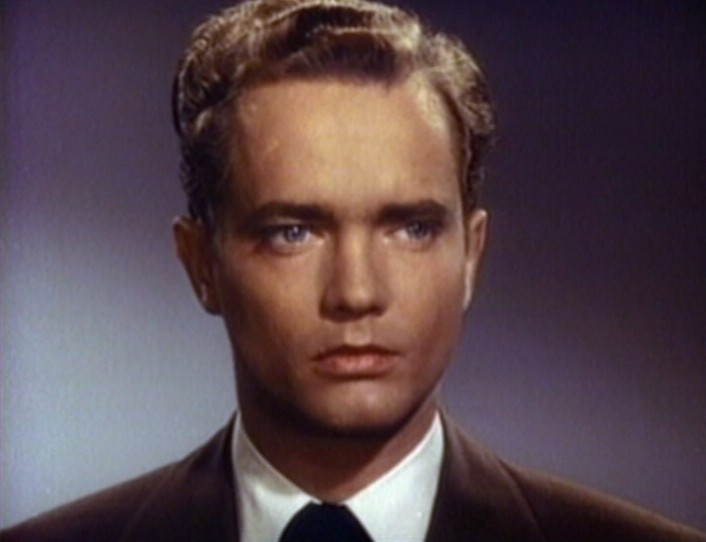
Douglas Dick como Kenneth Lawrence
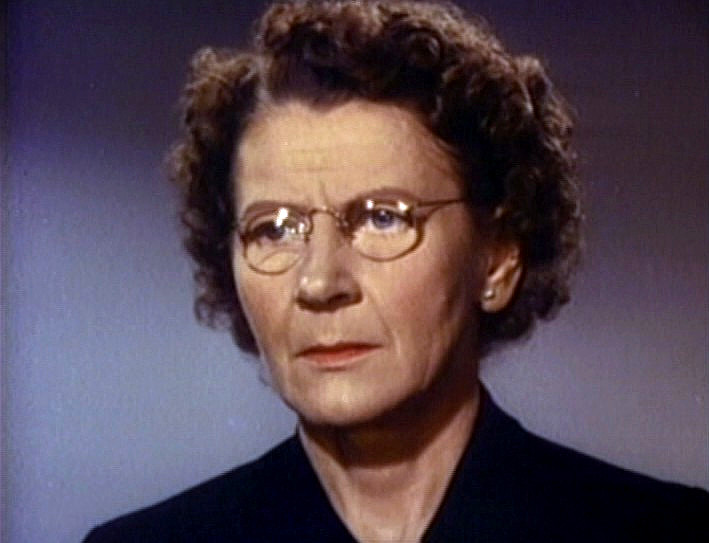
Edith Evanson como Mrs. Wilson
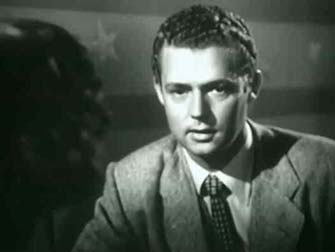
Dick Hogan como David Kentley

## Producción

### Desarrollo
En abril de 1946, poco antes de terminar su contrato con David O. Selznick—su última película para el productor sería The Paradine Case, en 1947—, Hitchcock y su socio Sidney Bernstein crearon la productora Transatlantic Pictures con el objetivo de producir películas que se rodarían tanto en Reino Unido como en Estados Unidos. En un primer momento, ambos socios tenían la intención de inaugurar la productora con una adaptación de la novela Under Capricorn de Helen Simpson, protagonizada por Ingrid Bergman. Sin embargo, Bergman no estaba disponible en ese momento y Under Capricorn (1949) fue finalmente el segundo (y último) proyecto de Transatlantic Pictures. En su lugar, decidieron adaptar Rope, obra de 1929 del dramaturgo Patrick Hamilton, que les había impresionado en su estreno en el West End.
La obra de teatro comparte muchos rasgos con el caso real de asesinato cometido en 1924 por Nathan Leopold y Richard Loeb, dos estudiantes adinerados de la Universidad de Chicago que secuestraron y asesinaron al adolescente Bobby Franks para probar su superioridad intelectual, impulsados por las teorías de Nietzsche.Hitchcock vio en Rope, que se desarrollaba en una única localización y no tenía ningún salto en el tiempo, la oportunidad de rodar un proyecto con bajo presupuesto en poco tiempo y, además, empleando una técnica experimental e innovadora. En sus conversaciones con François Truffaut, dijo:

La obra de teatro se desarrollaba al mismo tiempo que 
la acción, ésta era continua desde que se alzaba el telón hasta que se bajaba, y me hice la siguiente pregunta: ¿Cómo puedo rodarlo de una manera similar? La respuesta era evidente: la técnica de la película sería igualmente continua y no habría ninguna interrupción en el transcurso de una historia que comienza a las 19 h 30 y se termina a las 21 h 15. Entonces se me ocurrió la loca idea de rodar un film que no constituyera más que un solo plano. 

La idea del único plano planteaba un problema técnico: los rollos de película de la época duraban un máximo de 10 minutos y luego debían cambiarse. Así que Hitchcock planeó grabar en planos secuencia ininterrumpidos de 10 minutos, parando solo cuando se agotara el rollo. Además, tras años evitando el color en sus películas, Rope sería la primera película en Technicolor del director, ya que opinaba que en este caso el color mostraría el "cambio en la hora del día desde la puesta de sol hasta la oscuridad, lo cual es de vital importancia dramática para la trama".
En otoño de 1947, Hitchcock pidió a Hume Cronyn que trabajase en una adaptación en prosa de la obra de Hamilton. Después de leer dicha adaptación, contrató al guionista Arthur Laurents para que escribiera el guion. Se cambió la localización de la obra original de Reino Unido a Nueva York y Laurents añadió detalles históricos relativos al tiempo transcurrido entre 1929 y 1948, como, por ejemplo, la Segunda Guerra Mundial y la relación de Hitler con el concepto del "superhombre" de Nietzsche. Todos los nombres de los personajes de la obra se cambiaron, excepto el del profesor Rupert Cadell. Según Laurents y el propio Hitchcock, después de terminar el guion, el director cambió algunos elementos y añadió diálogos procedentes de la obra original. Ben Hecht, que ya había trabajado con Hitchcock en anteriores películas, también colaboró en este guion, aunque no aparece en los créditos.
Cary Grant fue el primer actor al que se le ofreció el papel de Rupert Cadell, pero en aquel momento RKO Pictures tenía un contrato de exclusividad con el actor y este no pudo aceptarlo. Finalmente acabó en manos de James Stewart, en el primero de los cuatro papeles que interpretaría para Hitchcock en los años posteriores (también actuaría en La ventana indiscreta, The Man Who Knew Too Much y Vértigo). El sueldo de Stewart, 300 000$, supuso una parte importante del presupuesto de la película. Para interpretar a Brandon se pensó en Montgomery Clift, pero este lo rechazó, por lo que lo acabó interpretando John Dall. El papel del tímido Philip fue para Farley Granger, que volvería a actuar para Hitchcock en la película de 1951 Strangers on a Train. Algunas fuentes, incluido el guionista Arthur Laurents, afirman que tanto Grant como Clift rechazaron sus respectivos papeles en Rope por una cuestión de imagen, pues ambos actores—sobre los que existían rumores de homosexualidad o bisexualidad—prefirieron no verse asociados con el subtexto homosexual de la película.

### Rodaje
El único set de rodaje que requería la película (a excepción del plano inicial de la calle), el apartamento de Brandon y Philip, fue construido en el escenario de sonido no. 12 de Warner Bros. Studios, Burbank, que fue alquilado para la filmación. En diciembre de 1947, un mes antes de comenzar el proceso de rodaje, Hitchcock llevó a cabo reuniones con miembros del equipo de producción para solventar posibles problemas técnicos. Como pretendía filmar Rope en planos secuencia ininterrumpidos de diez minutos (aprox.), los movimientos de cámara y actores no podían improvisarse. Por ello, William Ziegler, editor de la película, planificó con detalle dichos movimientos utilizando la casa de muñecas de su hija como set de rodaje y piezas de ajedrez en lugar de actores. Después. Perry Ferguson, director artístico, y el resto del equipo utilizaron el plan de movimientos de Ziegler para coreografiar las escenas.
El reparto y equipo técnico se reunieron por primera vez el 12 de enero de 1948 para hacer una primera lectura del guion y pruebas de vestuario. Los ensayos requirieron diez días en los que no se rodaba nada, sino que se trabajaba minuciosamente la coreografía de la cámara, de los técnicos de sonido y de los actores, para que después la acción pudiera grabarse sin cortes, en rollos de película de diez minutos. La cámara estaba montada sobre un dolly, es decir, una plataforma con ruedas, que se desplazaba por el set. A diferencia de otros dollys, este no se movía a través de raíles. El suelo estaba marcado con números que señalaban los 25-30 movimientos de cámara que requería cada rollo; las paredes del apartamento se retiraban mediante raíles para dejar pasar la cámara y después se volvían a recolocar rápidamente para volver a aparecer en escena. Lo mismo ocurría con los muebles, que iban montados sobre ruedas y eran movidos por técnicos cuando no aparecían en escena. Para evitar que el ruido de toda esta acción que sucedía tras la cámara se escuchara en la película, el suelo fue tratado acústicamente y forrado con fieltro. 
La fase de rodaje comenzó el 22 de enero y requirió 18 días. Al finalizar esta fase, sin embargo, Hitchcock observó que el color de los cinco últimos rollos de película, los que mostraban la puesta de sol, tenían un color excesivamente anaranjado y decidió volver a rodarlos. Esto llevó 9 días adicionales.

#### Planos secuencia
Finalmente, Rope se hizo en once planos secuencia de entre dos y diez minutos de duración, es decir, que cuenta con diez cortes: cinco de estos cortes están camuflados y otros cinco son visibles. Estos dos tipos de corte se intercalan constantemente a lo largo de la película: el primer corte puede verse a simple vista, pero el segundo está oculto, el tercero es visble, pero el cuarto no, así sucesivamente. Esto se debe a que, cada 20 minutos, los proyeccionistas de las salas de cine debían cambiar los rollos de película (cada rollo duraba diez minutos, pero normalmente las salas tenían equipos lo suficientemente grandes como para reducir a la mitad los cambios). Los cortes no camuflados ocurren cada 20 minutos, aprovechando este cambio.
La técnica más utilizada para camuflar los cortes ocultos fue la de aproximar la cámara durante unos instántes a la espalda de uno de los personajes al final de la toma hasta que la imagen quedaba completamente en negro. En una ocasión, también se utiliza la tapa del arcón que abre Rupert Cadell para bloquear momentáneamente la cámara y esconder el corte.
Esta forma de edición en planos secuencia supuso un desvío de las «secuencias de montaje cuidadosamente editadas consideradas la marca distintiva de Hitchcock». Años más tarde, el propio Hitchcock dijo sobre esta técnica audiovisual:

Actualmente, cuando pienso en ella, me doy cuenta de que era completamente estúpido porque rompía con todas mis tradiciones y renegaba de mis teorías sobre la fragmentación del film y las posibilidades del montaje para contar visualmente una historia.

James Stewart también compartía esta opinión. Aplaudió el intento de Hitchock y dijo que «solo Hitch podría haberlo intentado» pero que «realmente no funcionaba», porque prescindir del corte significaba prescindir de la herramienta que daba ritmo e impacto a las películas.

#### Diorama
Uno de los aspectos más notables del set de producción de la película es el diorama de más de 1100 m2 que representa las vistas desde la ventana del apartamento. Puesto que en la película debía verse el paso del tiempo desde la tarde hasta la noche a través de la luz, la posibilidad de utilizar el habitual fondo pintado y estático quedó descartada. En su lugar, se construyó una maqueta reproducía alrededor de 90 km2 de Manhattan, incluyendo el Empire State Building, el hotel Astor, el edificio Chrysler y el Radio City Music Hall. La maqueta, construida en semicírculo, era tres veces más ancha que el apartamento y los rascacielos estaban construidos en perspectiva forzada.Para iluminar las pequeñas ventanas de los edificios, se requirieron unas 8000 bombillas incandescentes y 200 luces de neón. Entre el fondo y los edificios había nubes hechas de fibra de vidrio, algunas subidas en plataformas y otras colgadas de cables invisibles. El cambio gradual tanto de las nubes como las luces del skyline que se observa durante la película se consiguió mediante un plan minucioso de movimientos. La luz y los cúmulos de nubes se movían de acuerdo a este plan entre tomas o cuando la cámara no estaba delante.

### Sonido
La pieza que Philip interpreta al piano en la escena en la que habla con Rupert es Tres movimientos perpetuos de Francis Poulenc, aunque tiene alguna modificación. Según Hitchcock, Farley Granger (Philip) tenía problemas para decir su parte del diálogo y tocar al mismo tiempo; como resultado, muchas de las notas que tocaba eran incorrectas. En posproducción, el departamento de música de la película revisó esta escena fijándose en los dedos de Granger, reescribiendo la obra de Poulenc y doblando el sonido para que encajara con lo que Granger tocaba. En la banda sonora de los créditos iniciales también puede escucharse parte del primer movimiento de Tres movimientos perpetuos.

## Temas

### Homoerotismo
A pesar de que la homosexualidad fue un tema muy controvertido en la década de 1940, la película pasó los controles de los censores del Código de Producción. Sin embargo, muchas ciudades eligieron censurarla independientemente; las memorias de Leopold y Loeb se mantuvieron frescas en algunas mentes. Dall era realmente homosexual en la vida real; incluso la obra de piano tocada por Granger (Mouvement Perpétuel No. 1 compuesta por Francis Poulenc) fue el trabajo de un compositor homosexual. Granger, a su vez, era bisexual. El papel de Granger fue primero ofrecido a otro actor bisexual, Montgomery Clift, quien lo rechazó, probablemente debido al riesgo de declarar su sexualidad en público. Cary Grant rechazó la parte de Rupert Cadell por similares razones.
El crítico Robin Wood notó que varios rasgos de la película podrían ser interpretados como homoeróticos. Considera que la estrangulación inicial refleja la euforia de un orgasmo y la flaccidez posterior; y Wood parece ver matices de masturbación en la escena en que Brandon toca, emocionado, el cuello de una botella de champán.
El hecho de que los dos personajes fueron inspirados por Leopold y Loeb, quienes eran pareja, sólo fomenta el argumento de que Brandon y Philip estaban destinados a ser homosexuales también.